# Galumna exigua
Galumna exigua är en kvalsterart som beskrevs av Sellnick 1925. Galumna exigua ingår i släktet Galumna och familjen Galumnidae. Inga underarter finns listade i Catalogue of Life.